# Le Jeu de l'amour et du hasard
Le Jeu de l’amour et du hasard est une comédie en trois actes et en prose de Marivaux, représentée pour la première fois le 23 janvier 1730 par les comédiens italiens à l’hôtel de Bourgogne. C'est la pièce de Marivaux la plus célèbre et la plus représentée, tant en France qu'à l'étranger.
La pièce met notamment en scène M. Orgon, père de Silvia, qui souhaite que sa fille épouse Dorante, le fils d'un de ses vieux amis. Mais Silvia, peu disposée à se plier à un mariage arrangé, obtient de son père l'autorisation d'observer, sous le déguisement de sa servante Lisette, le jeune homme à qui sa famille la destine, ignorant que ce dernier a eu la même idée qu'elle. Ainsi, l'aventure, divertissante au début, tourne-t-elle au cauchemar pour Silvia lorsqu'elle se rend compte qu'elle est attirée par le valet, qui lui fait une cour discrète, alors que le comportement de celui qui se présente comme son promis lui fait horreur, d'autant plus que M. Orgon, qui s'amuse de la situation, refuse d'interrompre le jeu.
Marivaux questionne l’ordre établi et les préjugés sociaux en inversant les rapports maîtres-valets. Le double jeu de masques engendre complications et quiproquos, et ce sont finalement les femmes qui s'en sortent le mieux. Ainsi, Lisette est la première à comprendre ce qui se passe, mais ne se démasque que lorsque Arlequin lui a avoué sa véritable position. Silvia apprend ensuite que c'est Dorante qui la courtise sous la livrée, mais sa fierté la pousse à lui cacher qui elle est. En obtenant du jeune homme qu'il lui propose de l'épouser alors qu'il la prend pour une domestique, elle « agit en femme moderne qui veut assumer ses responsabilités et prendre part à son destin ».

## Résumé
Silvia, fille de Monsieur Orgon et sœur de Mario, est inquiète à la perspective d'épouser Dorante, un jeune homme qu'elle ne connaît pas. Lorsqu'elle apprend sa venue, elle obtient de son père l'autorisation de prendre le rôle de sa femme de chambre, Lisette, afin de pouvoir étudier plus à son aise le caractère de son prétendant. Mais celui-ci a eu la même idée pour les mêmes raisons ; il va donc se présenter sous l’apparence d’un serviteur nommé « Bourguignon », tandis que son fidèle valet, Arlequin, se fait passer pour lui. Informé par une lettre du père du prétendant, Monsieur Orgon et son fils Mario décident de laisser s'engager ce « jeu de l’amour et du hasard », en se promettant de s’amuser de la situation.
Dès que Dorante arrive sous son travesti, Mario veut que Silvia et lui se tutoient, selon l'usage des serviteurs, ce qui les gêne bien un peu au début. Sous son déguisement de soubrette, Dorante trouve Silvia charmante et il lui fait un brin de cour en lui adressant une série de compliments des mieux tournés. Obligée, de son côté, de souffrir ces assiduités pour ne pas se trahir, Silvia finit par y prendre goût et par regretter que le prétendu valet n'ait pas une meilleure situation sociale. Celui-ci, de son côté, est désolé que la prétendue Lisette ne soit qu’une femme de chambre. L’embarras de la jeune fille augmente de voir tant d’esprit et de distinction chez un valet, tandis que le comportement du prétendu maître la choque dès qu’il paraît. Elle s’en veut de continuer la conversation avec « Bourguignon », mais ne peut se résoudre à le quitter.
Quant à elle, Lisette est enchantée du faux Dorante et prie Monsieur Orgon, le père, de la dispenser de continuer, parce qu’elle prendra cet amour au sérieux. En effet, dès la seconde entrevue, on s’est dit qu’on s’aime, tout en se prévenant mutuellement qu’il y aura peut-être à en rabattre lorsqu’on se connaîtra mieux. Silvia trouve que Lisette va trop loin avec celui qu’elle suppose être le maître ; Lisette, de son côté, fait entendre à Silvia qu’elle-même va bien loin avec le valet. Silvia en pleure de colère. Elle ne sait où elle en est et ne se reconnaît pas elle-même. Lorsque « Bourguignon » survient, elle veut s’en aller et elle reste. Elle veut le quereller et elle le console. Il se jette à ses pieds et elle lui dit qu’elle l’aimerait si elle le pouvait. Lorsque son père et son frère, qui sont témoins d’une partie de cette scène, la taquinent impitoyablement, elle se fâche. Quand on lui dit qu’il faut chasser ce valet qui est cause de tout le trouble de la maison, elle le défend avec chaleur puis, comme on se moque d’elle, elle demande aussi qu’on le renvoie.
Dorante, lassé de ce jeu cruel, avoue le stratagème à Silvia. Conscient que sa position sociale lui interdit d'épouser une servante, il ne peut cependant se défendre de l’aimer. Soulagée d'apprendre qu'elle est tombée amoureuse du vrai Dorante, Silvia lance alors un ultime défi : Mario, à sa demande, prétend avoir pour elle de l'attirance. Dorante est troublé par ce rival et la réponse de Silvia qui ne dément pas les propos de Mario. Sur le point de partir, le chagrin au cœur, il ne peut se résigner, et Silvia doucement le pousse à se déclarer. Une fois qu'il l'a demandée en mariage, elle se démasque : le quiproquo dénoué, les deux couples peuvent se former, chacun reprenant sa position sociale. Silvia et Dorante se marient ainsi qu'Arlequin et Lisette.

## Personnages

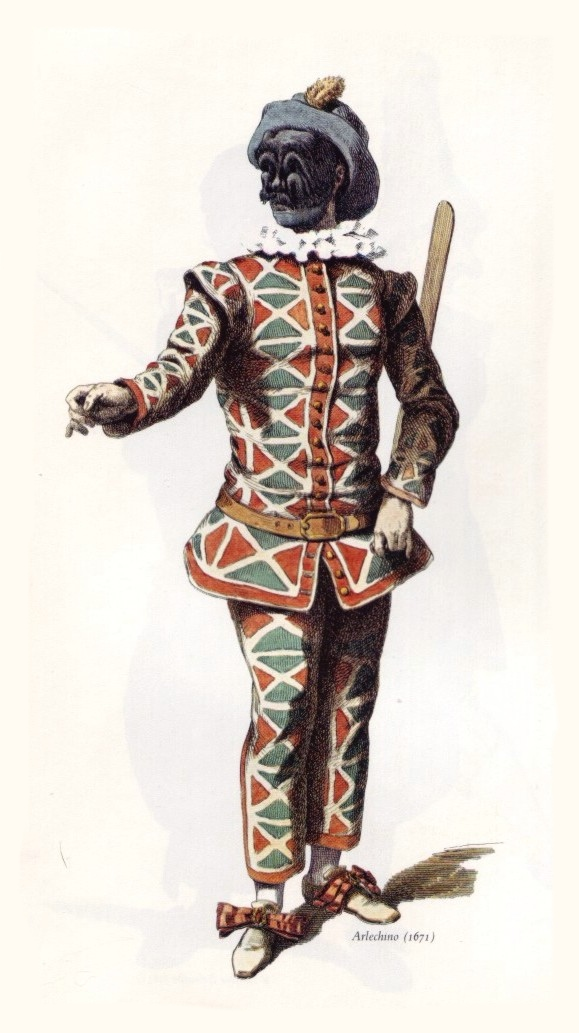
Le personnage traditionnel d'Arlequin

- Silvia, fille de Monsieur Orgon, sœur de Mario et future amante de Dorante ;
- Dorante, prétendant de Silvia, qui se fait passer pour le valet Bourguignon ;
- Lisette, femme de chambre de Silvia ;
- Arlequin, valet de Dorante ;
- Monsieur Orgon, père de Silvia et de Mario ;
- Mario, fils de Monsieur Orgon et frère de Silvia ;
- Un laquais apparaît au tout début de l'histoire.

Lors des premières représentations, les rôles de Silvia, Arlequin et Mario étaient tenus par les comédiens italiens de la troupe de Luigi Riccoboni titulaires de ces emplois :  « Mario », c'est Giuseppe Baletti ; « Silvia », la belle et piquante Zanetta Rosa Benozzi, dite Mlle Silvia, âgée à l'époque de 29 ans, actrice fétiche de Marivaux, qui a tenu le rôle de « première amoureuse » dans ses pièces pendant 20 ans. Thérèse Lalande, dévolue aux rôles d'« amoureuse » et de « soubrette » lui donnait la réplique en Lisette. Dorante était peut-être joué par Antonio Fabio Sticotti, alors âgé de 19 ans, qui débutait dans le rôle de l'« amoureux », mais plus vraisemblablement par Jean-Antoine Romagnési, « grand, et assez bien fait », selon le Dictionnaire des théâtres de Paris, titulaire du rôle de « premier amoureux » depuis 1725, et jusqu'à sa mort survenue brutalement le 11 mai 1742. Alors que les autres acteurs jouaient en costumes de ville, le petit Tomasso Vicentini, dit Thomassin, conservait le costume, le masque et les caractéristiques traditionnelles d'« Arlequin »  naïf, balourd, insouciant et jouisseur, mais réussissait à le rendre à la fois très drôle et touchant.

## Analyse
Comme nombre de comédies de Marivaux, Le Jeu de l'amour et du hasard utilise le thème du déguisement : pour arriver à ses fins, un personnage prend une autre apparence ; une jeune fille se travestit en « chevalier » (La Fausse Suivante, Le Triomphe de l'amour), un  prince se présente comme un simple officier de son palais (La Double Inconstance) ou un noble aventurier (Le Prince travesti), mais ici le travestissement est poussé au paroxysme : non seulement les deux personnages principaux, Silvia et Dorante, se déguisent en serviteurs, mais il y a en plus inversion des rôles entre maîtres et domestiques. En outre, le jeu de dupes qui se crée est observé, et manipulé, par M. Orgon et Mario, qui « se donnent la comédie » (I, VI), voyant là « une aventure qui ne saurait manquer de [les] divertir » (I, III).
Le Jeu de l'amour et du hasard présente ainsi une double intrigue : d'abord celle qui met en présence Arlequin et Lisette, les valets travestis en « personnes de condition » en prenant l'identité de leurs maîtres. Le thème de l'échange des rôles entre maître et valet existe déjà dans la comédie antique et Molière a utilisé ce stratagème dans Les Précieuses ridicules. Au XVIIIe siècle de nombreuses œuvres, à commencer par l'Histoire de Gil Blas de Santillane utilisent le ressort comique des valets s'apercevant, après s'être « promis fidélité en dépit de toutes les fautes d’orthographe » sous leurs beaux habits d'emprunt, qu'ils sont tous les deux des domestiques, et éclatant de rire, ou celui du valet ravi de jouer au maître et forçant ce dernier à se conduire avec servilité, sous peine de se démasquer.
En revanche, l'intrigue faisant se rencontrer des jeunes gens de la bonne société déguisés tous les deux en serviteurs est peu fréquente avant le XVIIIe siècle. Ce qui fait la particularité du Jeu de l'amour et du hasard par rapport aux pièces contemporaines mettant en scène cette situation, c'est le parallélisme absolu entre les deux intrigues, celle des maîtres et des valets, et l'extrême simplicité de la relation qui se noue entre Dorante et Silvia, une « reconnaissance » immédiate, le sentiment de vivre une expérience inouïe et la progression continue de leur amour, toujours menacé mais toujours plus fort.
Le Jeu de l'amour et du hasard est, d'une certaine façon, une pièce à thèse, un manifeste contre la tradition du mariage de convenance imposé par les parents. Monsieur Orgon, le père de Silvia, est indulgent, compréhensif et affectueux, malgré sa malice. Il guide le jeu de l’amour et du hasard, tout en laissant sa fille faire ses preuves. Avec la complicité de Mario, son fils, il la pousse même à aller jusqu'au bout de son expérience. Les rapports de Silvia avec son frère sont pleins de naturel : il prend plaisir à l'exaspérer, mais est prêt à tout lui dévoiler lorsqu'il voit que le jeu va un peu trop loin et qu'elle souffre, et ils montrent une réelle complicité.
On peut y trouver des accents féministes et voir, « derrière le jeu de la jeune aristocrate qui veut accomplir l'exploit de se faire épouser sous l'identité d'une suivante, la crainte et la révolte de la femme, écrasée par une société phallocrate ».

## Accueil et évolution

### Des débuts prometteurs
Le public lui réserva un bon accueil. Il y eut quinze représentations entre le 23 janvier et le 25 février 1730, avec, en moyenne 620 spectateurs. La pièce, jouée à Versailles le 28 janvier, y fut aussi « très goûtée ». Le Mercure de France en fait un compte-rendu long et détaillé dans son numéro d'avril, à l'occasion de la publication du texte. Le Jeu de l'amour et du hasard continua à être joué régulièrement, mais de loin en loin, jusqu'en 1739 et deux fois à Versailles en 1731 et 1738. Entre sa création et 1750, le Jeu […], que les Italiens étaient toujours prêts à représenter au pied levé, bénéficia de cent deux représentations recensées et d'un total de 42 000 spectateurs.
La comédie eut une belle carrière en Allemagne, où elle fut jouée en français (à Bayreuth en 1748, à Vienne, à Francfort en 1741-1742 et 1746) et, traduite en allemand, dès 1735 à Hambourg et ensuite dans toute l'Allemagne : Berlin, Manheim, Salzbourg, Ratisbonne, Königsberg, etc. et jusqu'à Belgrade en 1792. Le titre de deux des traductions insiste sur le changement d'identité : Die Verkleidung (Le Déguisement) en 1777 et Maske für Maske (Masque pour masque), édité en 1794. Dans cette dernière traduction, fortement germanisée, de J. F. Jünger, le Jeu de l'amour et du hasard connut soixante-huit représentations à Vienne entre 1792 et 1840.

### Décadence
Mais, progressivement, le texte original est surchargé de lazzi de plus ou moins bon goût, Arlequin, quittant le masque et le costume traditionnel, devient Pasquin et le titre même est déformé (Les Jeux de l'amour et du hasard) lorsque la pièce entre au répertoire de la Comédie-Française en 1795. Régulièrement joué au cours du XIXe siècle Le Jeu […] devient l'occasion de s'exhiber dans « un grand premier rôle » pour des actrices célèbres comme Mademoiselle Mars ou Mademoiselle Plessy qui firent de Silvia une coquette à l'« ingénuité habile », ou les sœurs Madeleine et Augustine Brohan  qui interprétèrent une « Silvia ogresse » et une « Lisette cannibale », elles qui, en dit Théophile Gautier, « comme d'une petite saccade de poignet, vous lancent un bon mot par-dessus le lustre ». De plus, dans les « pièces du répertoire », les sociétaires de la Comédie-Française avaient coutume de reprendre, parfois jusqu'à un âge très avancé, le rôle dans lequel ils avaient triomphé jeunes, ainsi celui de Sylvia pour Mlle Mars et de Dorante pour Delaunay.
Le XIXe siècle, auquel Musset reprochait d'avoir oublié la légèreté malicieuse de la comédie à l'italienne pour lui préférer la comédie de mœurs et le vaudeville, assimilait le « marivaudage » à une forme sophistiquée de marchandage, voire un cours de tactique galante, une sorte d'école pour jeunes gens à marier. Ce n'est qu'à la fin du siècle que les actrices Émilie Broisat et surtout Julia Bartet rejouent enfin une Sylvia gracieuse, touchante et simple, et en 1911 que Xavier de Courville commence à rendre aux comédies de Marivaux leur style de comédie italienne.

### Renouveau
Le Jeu de l'amour et du hasard reste, entre 1840 et 1970, la pièce de Marivaux la plus fréquemment jouée à la Comédie-Française. En 1920 Pierre Fresnay, dont la critique célèbre la « chaleur d'expression » et l'ardeur juvénile, y triomphe dans le rôle de Dorante. Entre les années 1940 et 1960 la pièce est montée dans des interprétations équilibrées avec des acteurs qui ne se prennent pas pour des monstres sacrés : Gisèle Casadesus (Lisette), Pierre Dux et Jacques Charon (Pasquin), Jean Desailly et Jacques Toja (Dorante). Mais après 1968 les metteurs en scènes multiplient les interprétations. En 1972 Pierre-Étienne Heymann souligne jusqu'à la caricature les oppositions de classe au Centre théâtral de Franche-Comté, en 1976 Jean-Paul Roussillon durcit les relations entre les personnages pour évoquer « le carcan des cloisonnements sociaux » ; le « comble de la virtuosité gratuite » semble la mise en scène post-moderne d'Alfredo Arias au Théâtre de la Commune d'Aubervilliers en mars 1987 où les acteurs portent des masques de singes. Bien que saluée par une grande partie de la presse à l'époque, Patrice Pavis ne voit dans ces « singeries délicatement tempérées » que « convention de jeu esthétisante » et « mythologisation du texte classique », moderne avatar du Marivaux superficiel de la tradition. D'autres, cependant, cherchent à retrouver « la fraîcheur dans l'expression du texte » (Théâtre du Val de Marne, printemps 1972).

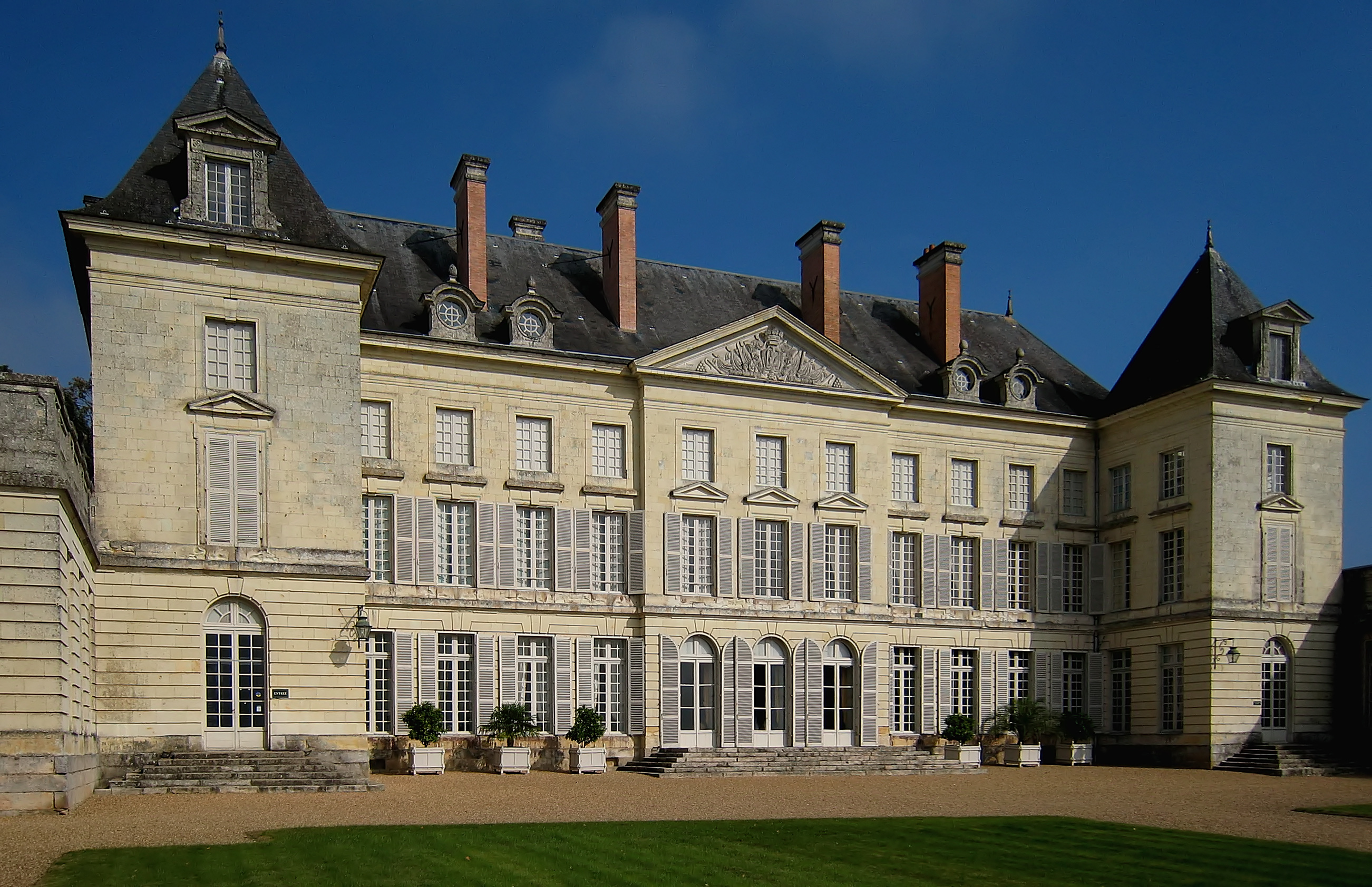
Le château de Montgeoffroy, décor du téléfilm de Marcel Bluwal (1967).

C'est dans cette optique, loin de la vieille tradition d'un Marivaux à la langue affectée et au style « entortillé et précieux » selon l'expression du fielleux Charles Palissot, que Marcel Bluwal tourna en 1966 un téléfilm en décors naturels (dans le parc et le château de Montgeoffroy) ; il permit aux téléspectateurs de découvrir, le 4 mars 1967, un Marivaux dépoussiéré et rajeuni, « du "théâtre" prodigieusement épuré. Des regards, des mots, le cœur mis à nu ».

## Mises en scène notables
Le Jeu de l'amour et du hasard est très régulièrement monté, tant en France qu'à l'étranger :
- 1973 : Le Jeu de l'amour et du hasard de Marivaux, mise en scène de Jean Meyer au Théâtre des Célestins, Lyon
- 1976 : Le Jeu de l'amour et du hasard de Marivaux, mise en scène de Jean-Paul Roussillon à la Comédie-Française
- 1987 : Le Jeu de l'amour et du hasard de Marivaux, mise en scène d'Alfredo Arias au Théâtre de la Commune d'Aubervilliers, où les comédiens portent des masques de divers genres de singes[22]
- 2005 : mise en scène en chinois de Jacques Lassalle au théâtre Chaoyang de Pékin 朝阳剧场
- 2008-2009 : mise en scène de Jean Liermier au théâtre de Carouge-Atelier de Genève, en tournée en 2009 en Suisse et en France[25]
- 2008-2009 : mise en scène de Gilles Bouillon ; en tournée puis au Centre Dramatique Régional de Tours[26],[27]
- 2009 : mise en scène de Philippe Calvario avec Julie Harnois, Anne Bouvier, Éric Gueho, Marie-Pierre Nouveau, Jérémy Bedrune, Kevin Lellanoer, créé au théâtre 95, puis en tournée en France, en Europe et en Russie
- 2011 : mise en scène de Galin Stoev, Comédie-Française[N 7], créé au Cent Quatre avec Léonie Simaga et Alexandre Pavloff[28]
- 2011 : mise en scène de Michel Raskine au théâtre de l'Odéon (Ateliers Berthier)[29] et en tournée[30]
- 2012 : mise en scène en anglais de Matthew Jocelyn au Centaur Theatre de  Montréal (traduction de Nicolas Billon)
- 2012 : mise en scène en hébreu de Djeta Munte au théâtre Khan (Jérusalem)
- 2013 : mise en scène de Carl Poliquin au théâtre Denise-Pelletier de Montréal[31]
- 2016: mise en scène par Pascale Daniel-Lacombe
- 2016 : mise en scène par Salomé Villiers au théâtre du Lucernaire
- 2017 : mise en scène d'Alain Zouvi au théâtre du Nouveau monde de Montréal[32]
- 2017: mise en scène de Benoit Lambert au théâtre Dijon Bourgogne
- 2018 : mise en scène de Catherine Hiegel au théâtre de la Porte Saint-Martin
- 2018 : mise en scène de Benoît Lambert au théâtre de l'Aquarium à Vincennes
- 2025 : mise en scène de Daphné D'heur au Théâtre Royal du Parc à Bruxelles.

## Adaptations
- Monsieur Hector, film français réalisé par Maurice Cammage  (1940).
- El Juego Del amor y Del azar, film argentin réalisé par Leopoldo Torres Ríos (1944).
- Le Jeu de l’amour et du hasard, téléfilm réalisé par Marcel L'Herbier (1954), avec Hélène Perdrière, Bernard Dhéran…
- Le Jeu de l’amour et du hasard, téléfilm réalisé par Claude Dagues (1959), avec Claude Winter (Silvia), Bernard Dhéran (Dorante), Geneviève Fontanel (Lisette),
- Les Amoureux du France, libre adaptation française réalisée par Pierre Grimblat et François Reichenbach  (1964).
- Le Jeu de l’amour et du hasard, téléfilm réalisé par Marcel Bluwal (1967), avec Danièle Lebrun (Silvia), Jean-Pierre Cassel (Dorante), Françoise Giret (Lisette), Claude Brasseur (Arlequin)[33]
- Le Jeu de l’amour et du hasard, adaptation cinématographique en costumes contemporains de Jean Liermier et Elena Hazanov, production TSR, PointProd et Théâtre de Carouge-Atelier de Genève, 6 novembre 2011[34],[35]
- Que d'amour !, téléfilm français de Valérie Donzelli (2014)[36]
- Henri Rabaud, Le jeu de l'amour et du hasard, opéra-comique en 3 actes (1948, inachevé). Création à Monte Carlo le 19 novembre 1954.
- On peut considérer le film d'Abdellatif Kechiche L'Esquive (2003), qui raconte l’histoire d’une représentation du Jeu de l’amour et du hasard par des lycéens d’une cité HLM, comme une œuvre dérivée.